# Liquiditätsfalle
Liquiditätsfalle (englisch liquidity trap) ist in der Volkswirtschaftslehre ein von John Maynard Keynes eingeführter Begriff für den Teil der Kurve der Liquiditätspräferenz, in welchem die Geldnachfrage zu Spekulationszwecken unendlich elastisch wird.

## Allgemeines
Das Geldangebot verschwindet während der Phase der Liquiditätsfalle vom Geldmarkt und wird als zinsloses Bargeld gehalten (Hortung), weil die Transaktionskosten der Geldanlage den Zins übersteigen. Dadurch sinkt das Zinsniveau bei einer Liquiditätsfalle so tief, dass jedes Wirtschaftssubjekt tendenziell eine Erhöhung des Marktzinses erwartet und deshalb Vorsichtskasse (Bargeld) hält. Extremfall ist der Negativzins, bei dem die Liquiditätsfalle am höchsten ist. Die Liquiditätsfalle ist mit unendlicher Zinselastizität der Geldnachfrage verbunden, so dass die Geldnachfrage zu Transaktionszwecken den Verlauf der Geldnachfragekurve nicht beeinflussen kann.
John Maynard Keynes’ Hauptwerk Allgemeine Theorie der Beschäftigung, des Zinses und des Geldes vom Februar 1936 geht davon aus, dass bei sehr niedrigem Zinsniveau künftig steigende Zinsen immer wahrscheinlicher werden, woraus eine „Massenbewegung ins Bargeld“ entsteht, so dass alle weitere Liquidität als Bargeld gehalten wird, somit dem Wirtschaftskreislauf tendenziell entzogen wird und dadurch der Zinssatz nicht weiter sinkt.

## Grundsätzlicher Zusammenhang
Sofort verfügbares flüssiges (liquides) Geld, das in diesem Zustand noch nicht Geldkapital ist, besitzt gegenüber langfristig investiertem Vermögen und gegenüber der Ware zunächst einmal einen entscheidenden Vorteil: Liquides Geld bietet die Möglichkeit, sowohl für Käufe als auch für Investitionen sofort zur Verfügung zu stehen. Bei jederzeitiger Zahlungsbereitschaft und damit rascher Handlungsfähigkeit – auch über einen längeren Zeitraum hinweg – kann der Geldhalter auf „wesentlich bessere“ oder doch zumindest auf „bessere Alternativen“ warten.
Den beschriebenen, dem flüssigen Geld immanenten „Liquiditätsvorteil“ gegenüber der Ware nannte John Maynard Keynes die „Liquiditätsprämie (englisch liquidity preference) des Geldes“. Dieser Vorteil lässt sich nach Keynes bei etwa 3 Prozent beziffern. Demnach stünde flüssiges Geld grundsätzlich nur dann am Finanzmarkt als Kredit zur Verfügung und könne damit zu Geldkapital werden, wenn als Liquiditätsverzichtsprämie der dafür zu erwartende Geldzins diesen Liquiditätsvorteil von etwa 3 % übersteigt oder ihn zumindest ausgleicht.
Als Folge der „Liquiditätsprämie des Geldes“ würde für Investitionen, deren Rendite unterhalb dieser „ehernen Grenze“ von etwa 3 % liege, kein Geld zur Verfügung gestellt werden (siehe Grenzleistungsfähigkeit). Solche Investitionen würden somit nicht getätigt werden. Das gelte für Investitionen in Sachkapital ebenso wie für Anlagen am Kreditmarkt. Da die für Investitionen in Sachkapital zu erwartende Rendite (der „Sachzins“ oder „Realkapitalzins“) bei steigendem Sachkapitalstock, also wachsender Ausstattung mit Produktionsmitteln, stetig abnimmt, unterblieben dann oft langfristig wichtige Investitionen. Flüssiges Geld(vermögen) (Liquidität) steht dem Wirtschaftskreislauf dann verstärkt nur noch kurzfristig zur Verfügung. Es würde – infolge der Erwartung der Liquiditätsprämie – gehortet. Das Tauschmittel Geld – für den Physiokraten François Quesnay ein „Transportmittel“ im wirtschaftlichen „Blutkreislauf“ – wird zum (dem Wirtschaftskreislauf entzogenen) „liquiden“ Schatzmittel, wird also in Wirklichkeit „illiquide“. Zunehmend fehlen dem Wirtschaftskreislauf die notwendigen langfristigen Finanzmittel (Kreditverknappung).
Das infolge verbesserter Sachkapitalausstattung eintretende Absinken der Rendite von Sachkapital („Sachzins“) auf unter drei Prozent führt nach Keynes in die „Liquiditätsfalle“: Geld bleibt zunehmend liquide, steht dem Wirtschaftskreislauf nur noch kurzfristig zur Verfügung. Die Folge davon ist eine strukturelle Nachfragelücke und langfristig Deflation, verbunden mit latenter Unterbeschäftigung und Arbeitslosigkeit. Es werden damit Krisenerscheinungen virulent, die zunehmende staatliche Eingriffe in das Wirtschaftsleben hervorrufen. Oft geschieht dies in Form von wiederholten enormen „Finanzspritzen“ und Zinssenkungen der Zentralbank, was wiederum latente Inflationsgefahr bei gleichzeitig steigender Deflationsgefahr bedingt – ein „Tanz auf des Messers Schneide“. Hand in Hand wächst damit die staatliche Reglementierungsbereitschaft.
Der andauernde Fluss der Liquiditätsprämie kann nach Ansicht von Keynes zu gewaltigen „Vermögensumverteilungen“ führen. Wenn die Wirtschaftsteilnehmer einen steigenden Zinssatz erwarten, kaufen sie keine zusätzlichen zinsbringenden Wertpapiere, da deren Kurswert bei einer Zinssteigerung fallen würde und dem Kursrisiko des Wertverlustes keine Aussicht auf Wertsteigerung infolge von wieder fallenden Kreditzinsen entgegensteht. Daher wird Geld weder für Wertpapiere noch für Güter ausgegeben. Es wird dem Wirtschaftskreislauf in spekulativer Absicht entzogen und in der Spekulationskasse gehalten, verschwindet also in der Liquiditätsfalle. Verbunden hiermit ist die Gefahr einer Deflation.
Der kritische Zinssatz ist der sogenannte Strike-Zins, der nicht unterschritten wird, weil die Wirtschaftssubjekte trotz der Erhöhung ihres Geldbestandes nicht mehr in Zinstitel investieren. Die Geldpolitik der Zentralbank als Mittel der Nachfragestimulation wird unwirksam, weil auch bei weiter fallenden Zinsen die Nachfrage nach Wertpapieren nicht steigt. In dieser Situation muss der Staat zur Ankurbelung der Wirtschaft aktiv werden, beispielsweise durch eine expansive Fiskalpolitik. Eine solche Situation kann eintreten, wenn der Zinssatz nahe oder genau null ist. Eine Ausgabenerhöhung des Staates aufgrund einer Liquiditätsfalle bedeutet, dass der Staat sich wirtschaftsseitig gezwungen sieht zu investieren, um einer Deflation vorzubeugen.

## Liquiditätsfalle und Wirksamkeit der Geldpolitik
Die Aussage, dass jegliche Geldpolitik in der Liquiditätsfalle unwirksam ist, trifft freilich nur für eine expansive Geldpolitik zu. Bei einer hinreichend großen Geldmengensenkung ist es aber möglich, dass die Wirtschaftssubjekte, um durch den entstandenen Nachfrageüberhang auf dem Geldmarkt weiterhin liquide zu bleiben, einen Teil ihrer Wertpapiere verkaufen, da annahmegemäß ein Nachfrageüberhang (Geldlücke; d. h. mehr Geldnachfrage als Geldangebot) auf dem Geldmarkt mit einem Angebotsüberhang (Geldüberhang; d. h. mehr Angebot als Nachfrage) auf dem Wertpapiermarkt korrespondiert (vgl. Walras-Gesetz).
Sinkende Kurse ziehen jedoch, so die Theorie, einen Zinsanstieg nach sich. Eine solche Politik ist nur geeignet, das Zinsniveau zu erhöhen, also die Liquiditätsfalle zu verlassen. Das gesamtwirtschaftliche Einkommen geht (bei zinselastischer Investitionsnachfrage) zurück, da jetzt weniger Investitionen lohnend sind.
Neben der Investitionsfalle und nach unten unflexiblen Löhnen kann hier die Ursache für das von Keynes beschriebene Gleichgewicht bei Unterbeschäftigung gesehen werden.
Keynes nahm an, dass Geld ein unverderbliches Gut sei und dass es so etwas wie einen negativen Zinssatz nicht geben könne. In einem Wirtschaftssystem jedoch, in dem die Anleger ihr Geld nur mit Verlust in der Spekulationskasse halten, es also dem Wirtschaftskreislauf nicht ohne Nachteile entziehen könnten, würde es keine Liquiditätsfalle geben.

## Monetaristische und Neukeynesianische Lösung des Nullzinsproblems
Milton Friedman entwickelte in einem Gedankenexperiment die Idee des Helikoptergeldes. 
In Japan und den Vereinigten Staaten wird schon länger das Geldpolitische Mittel der quantitativen Lockerung eingesetzt. Studien zu der quantitativen Lockerung in den Vereinigten Staaten zeigen, dass diese grundsätzlich geeignet ist, auch bei nominalen Zinsen an der Nulllinie die Realzinsen zu senken.

## Sonstiges
Umgangssprachlich wird der Begriff Liquiditätsfalle zur Beschreibung des Phänomens verwendet, dass Unternehmen trotz guter Kreditwürdigkeit keine Kredite bekommen. Zutreffender ist für diese Situation der Begriff Kreditklemme.